# Hârtiești
Hârtiești is een Roemeense gemeente in het district Argeș.
Hârtiești telt 2103 inwoners.